# Armand Caulaincourt
Armand Augustin Louis de Caulaincourt (ur. 9 grudnia 1773 w Caulaincourt, zm. 19 lutego 1827 w Paryżu) – francuski generał i dyplomata.

## Życiorys
Armand Caulaincourt w latach 1807–1812 był francuskim ambasadorem w Petersburgu. Stanowczo odradzał Napoleonowi I wyprawę rosyjską.